# Vladka Meed

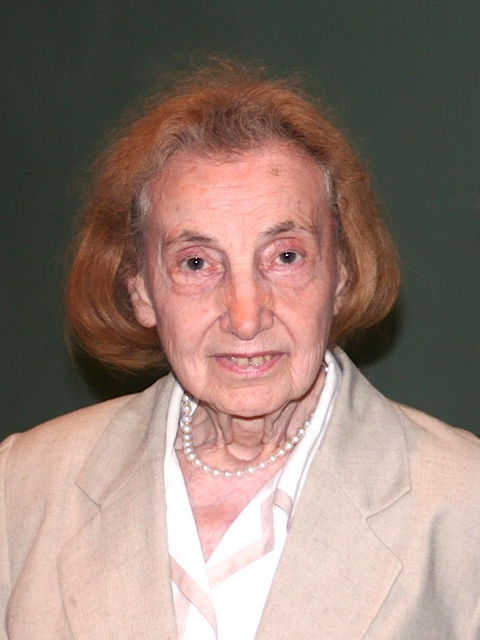
Vladka Meed (2005)

Vladka Meed (geboren am 29. Dezember 1921 in Warschau als Feigele Peltel; gestorben am 21. November 2012 in Paradise Valley, Arizona) war eine polnisch-amerikanische Autorin und Überlebende des Holocaust. Sie war jüdischer Abstammung und wurde in der Zeit des Nationalsozialismus, während der deutschen Besetzung Polens, zusammen mit ihrer Familie von den Nationalsozialisten in das Warschauer Ghetto deportiert. Dort schloss sie sich dem bewaffneten jüdischen Widerstand an und war u. a. als Waffenschmugglerin an den Vorbereitungen des Aufstands im Warschauer Ghetto beteiligt.
Später war sie – gemeinsam mit ihrem Ehemann Benjamin Meed, der ebenfalls im jüdischen Widerstand gekämpft hatte – nach der Auswanderung in die USA als Zeitzeugin bei der Weitergabe der Erinnerung an den Nationalsozialismus und den Holocaust an die nachfolgenden Generationen engagiert.

## Leben
Vladka Meed wurde als Feigele Peltel im Warschauer Stadtteil Praga geboren. Ihre Eltern hießen Hanna und Shlomo, der Vater war Textilarbeiter. Meed hatte einen Bruder namens Chaim und eine Schwester, Henia. Sie besuchte eine säkulare jüdische Volksschule (Folkshul) mit der Unterrichtssprache Jiddisch und trat als 14-Jährige der Tsukunft (Jugendorganisation des Allgemeinen jüdischen Arbeiterbunds) bei. Meed und ihre Eltern und Geschwister mussten unter dem Zwang der Nationalsozialisten ab Herbst 1940 im Warschauer Ghetto leben, allerdings konnte sie das Ghetto verlassen, weil sie als Zwangsarbeiterin außerhalb der Mauern in einer Schneiderei arbeiten und Uniformen nähen musste. In dieser Zeit besuchte Meed Literaturkurse. Sie beschrieb diese Zusammenkünfte als innere Vorbereitung für den späteren Aufstand der Juden. Im Ghetto lernte Vladka Meed ihren späteren Ehemann Benjamin Międzyrzecki kennen, der ebenfalls im jüdischen Widerstand kämpfte.
Meeds Mutter, ihr Bruder und ihre Schwester wurden im Konzentrationslager Treblinka umgebracht, nachdem sie in der zweiten Hälfte des Jahres 1942 mit 254.000 weiteren Personen aus dem Warschauer Ghetto deportiert worden waren. Shlomo Peltel starb im Warschauer Ghetto an einer Lungenentzündung.

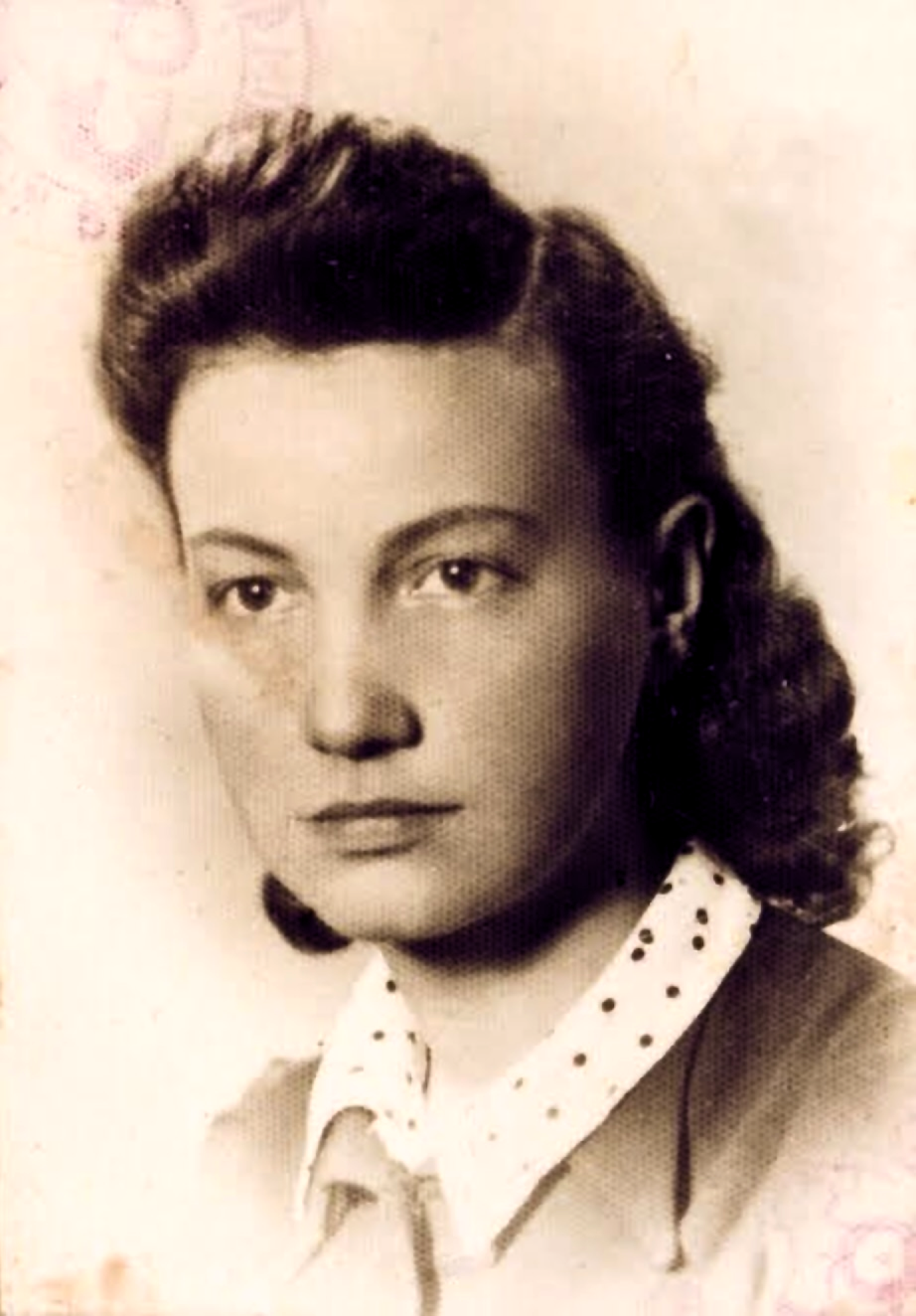
Vladka Meed, ca. 1943

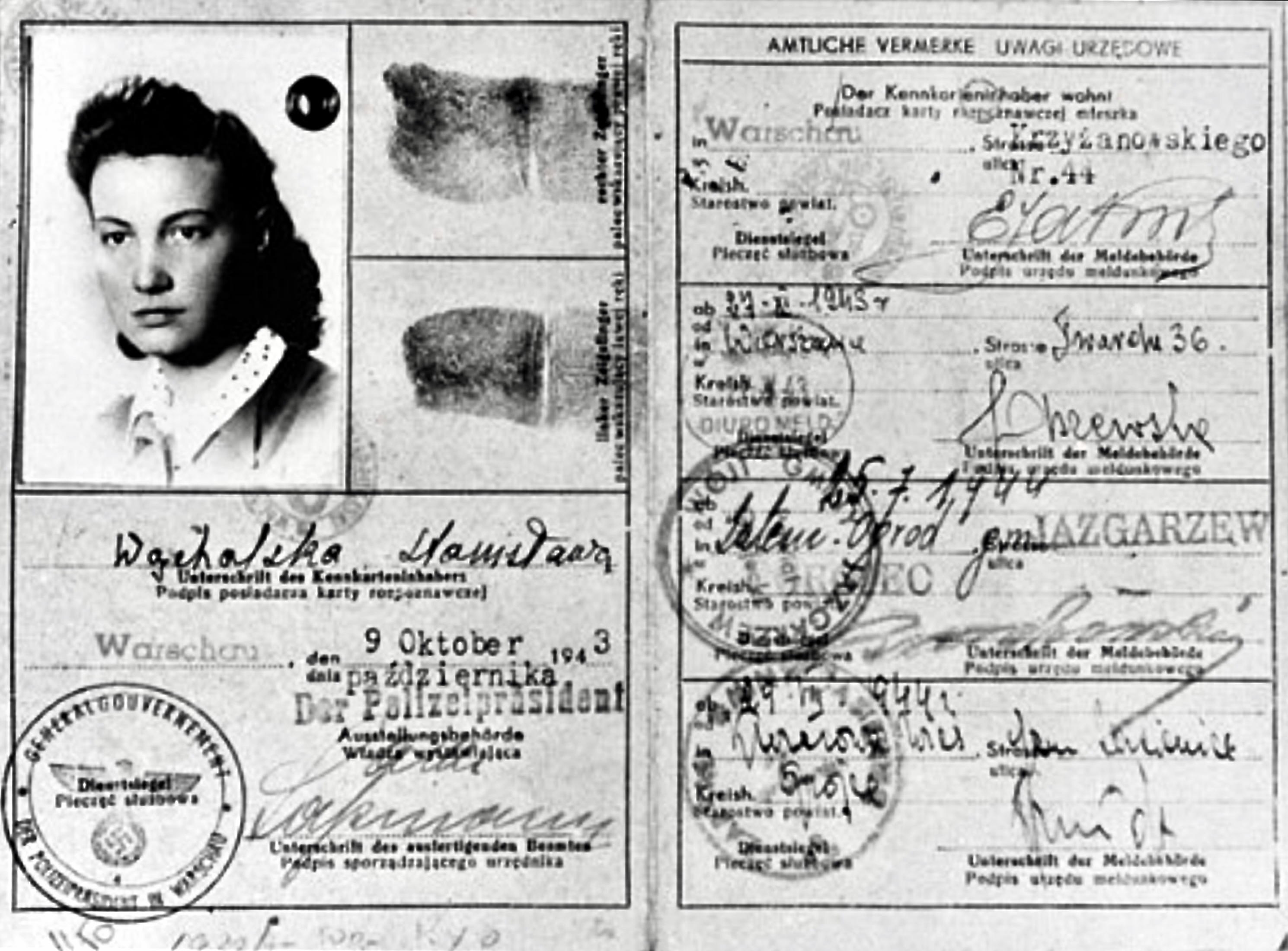
Kennkarte mit falschem Namen, Oktober 1943

Nach dem Verlust ihrer gesamten Familie schloss sich Vladka Meed 1942 dem bewaffneten jüdischen Widerstand (Żydowska Organizacja Bojowa) an und begann unter dem polnischen Decknamen Władka als Kurierin tätig zu werden. Sie schmuggelte jüdische Kinder und Informationen heraus und brachte Waffen, Geld und Dynamit in das Ghetto hinein. Die Waffen und den Sprengstoff bezahlte sie mit Geld, Uhren und Schmuck, die sie aus dem Ghetto heraus transportiert hatte. Die geretteten Kinder wurden nach Möglichkeit bei nicht-jüdischen Familien versteckt. Meed sprach fließend Polnisch und hatte helle Haare, so erregte sie außerhalb des Ghettos keinen Verdacht. Während des jüdischen Aufstands im Warschauer Ghetto, der vom 19. April bis mindestens zum 16. Mai 1943 dauerte, befand Meed sich außerhalb der Ghettomauern. Sie berichtete später, dass sie die Rauchschwaden der finalen Kämpfe gegen die Deutschen von einem Karussell in einem Freizeitpark aus beobachtet habe.
Vladka und Benjamin Meed überlebten den Holocaust und den Zweiten Weltkrieg außerhalb von Warschau und heirateten 1945. Im Jahr darauf wanderten sie gemeinsam an Bord der Marine Flasher, eines Schiffs, das überlebende Juden aus Europa in die USA brachte, nach New York aus, wo Benjamin ein erfolgreiches Import/Export-Geschäft gründete. Das Paar, das den Namen Meed annahm, bekam zwei Kinder, Steven und Anna, die beide Ärzte wurden.
1948 veröffentlichte Vladka Meed ihre Autobiografie, in der sie vor allem den Zeitraum von 1942 bis 1944 beschreibt, in jiddischer Sprache. Das Buch wurde 1972 ins Englische übersetzt (On Both Sides of the Wall, Vorwort von Elie Wiesel) und kam 1999 unter dem Titel Deckname Vladka – Eine Widerstandskämpferin im Warschauer Ghetto auch auf Deutsch heraus.
Vladka und Benjamin Meed waren an der Gründung der Warsaw Ghetto Resistance Organisation und des American Gathering of Jewish Holocaust Survivors beteiligt und engagierten sich dafür, dass Kinder in den Schulen über den Holocaust aufgeklärt wurden. Vladkas Ehemann starb 2006 und sie selbst, nachdem sie an Alzheimer erkrankt war, 2012 im Alter von 90 Jahren.

## Publikationen
- Vladka Meed: Deckname Vladka. Eine Widerstandskämpferin im Warschauer Ghetto. Mit einem Vorwort von Elie Wiesel. Aus dem Amerikanischen  von Susanne E. Krämer. Europäische Verlagsanstalt, Hamburg 1999, ISBN 3-434-50468-0 (deutsch und jiddisch; Autobiografie 1942–1944; englischer Titel: On Both Sides of the Wall. Memoirs from the Warsaw Ghetto, 1972).